# ジキル博士とハイド氏

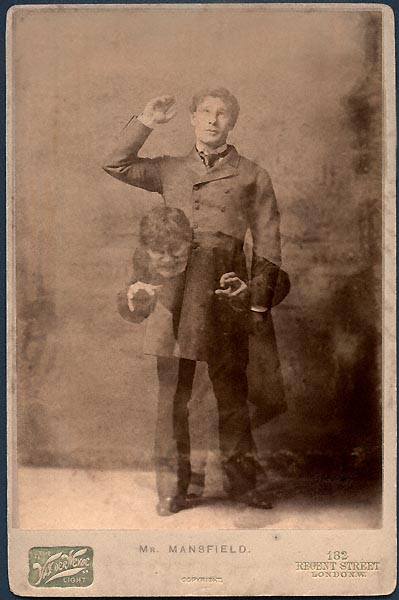
リチャード・マンスフィールド扮するジキルがハイドに変身する場面。

『ジキル博士とハイド氏』（ジキルはかせとハイドし、原題: Strange Case of Dr Jekyll and Mr Hyde、意味『ジキル博士とハイド氏の奇妙な事件』）は、1886年出版のロバート・ルイス・スティーヴンソンによるイギリスの小説。1885年に執筆され、翌年1886年1月に初出版された。通称は「ジキルとハイド」。
人間の二面性を題材にした代表的な作品。そのため、解離性同一性障害の代名詞として「ジキルとハイド」が使われることも多い。この作品は怪奇小説的で、裏の顔を持つジキルが薬を飲むことによって性格、および容貌までも変化していることが特徴である。なお、ハイド（hyde）という名前は、隠れる（hide）に掛けたものである。
話の冒頭には従兄弟のキャサリン・デ・マットス（Katherine De Mattos、1851年-1939年）への献辞とヒースの茂る荒野について歌った4行の詩が掲げられている。
本文はジキルの知人の弁護士アターソンの回想と、ジキルの告白からなる二部構成になっている（同様の作品には『緋色の研究』、『こゝろ』がある）。
スティーヴンソンは、最初に書いた原稿を妻に批判されたことからこれを焼き捨て、新たに3日で書き直したという。彼自身は、最初に書いてから出版まで10週間以内で終わったと語っている。
出版の一年後の1887年5月9日には、トーマス・ラッセル・サリヴァンと俳優のリチャード・マンスフィールドの翻案による戯曲（Dr. Jekyll and Mr. Hyde）がボストン美術館の劇場で上演されており、マンスフィールド自身がジキルとハイドを演じている。

## あらすじ
舞台は19世紀のロンドン。弁護士のガブリエル・ジョン・アターソンと親戚のリチャード・エンフィールドは、習慣としていた日曜日の散歩中に、繁華街の裏通りにて、エンフィールドが不気味な二階建ての建物を指差し、数ヵ月前に自身が遭遇したという出来事について語るのを聞く。
彼の話によると、不快な感情を呼び起こす醜悪なハイドという男が、ぶつかって転んだ少女を平然と踏みつけて立ち去ろうとする。少女の家族らが詰め寄ると、ハイドは「金額を言え」と言う。100ポンド支払うよう要求すると、ハイドはその建物に入り、10ポンドの現金と90ポンドの小切手を持って出てきた。小切手の署名は彼の顧客であり友人でもあるヘンリー・ジキル博士だった。
アターソンはジキルから「ジキルが死亡もしくは失踪した際には友人で恩人のエドワード・ハイドが全ての財産を相続する」という内容の遺言状の保管を依頼されて困惑していた。アターソンは「ハイドがジキルの財産を狙って恐喝しているのではないか」と危惧し、ハイドを捜し出す事を決めた。
例の建物はジキルの屋敷から続くジキルの実験室だった。アターソンはハイドを待ち伏せしたが、ハイドは青白い小柄な若者で、奇形めいた印象を抱かせ、不快感、嫌悪、恐怖という本能的な感情を引き起こさせた。ハイドは「博士は留守」だと告げ、自分のソーホーの住所を教えた。
2週間後ジキルの屋敷で開かれた晩餐会が終わった後に、アターソンはジキルにハイドについて問い質すため1人残った。50歳で大柄なジキルは、アターソンがハイドに会った事を告げると顔面蒼白になった。ジキルは「その気になればいつでもハイドを追い払う事ができる。心配するような事は無い」と告げた。
1年間が過ぎたある夜、あるメイドが窓から外を眺めていると、ハイドが老紳士をステッキで撲殺するのを目撃した。被害者の男性はアターソンの依頼人でもあるダンヴァーズ・カルー卿であった。警察から連絡を受けたアターソンは、刑事をハイドの住居に案内した。
ハイドの住居に彼の姿はなかったが、凶器のステッキがドアの陰から発見された。それは真っ二つに折れていて、事件現場にあった残りの半分と一致した。
そのステッキはアターソンがジキルに贈ったものだった。アターソンが再びジキルを訪ねると、ジキルはハイドとの関係を完全に断ったと言い、引き起こしたトラブルについて謝罪して別れを告げるメモを見せた。その夜、アターソンの主任書記はジキルとハイドの筆跡が類似性を持っていると指摘した。
ハイドは忽然と姿を消し、数か月の間はジキルは以前の親しみやすい社交的な態度に戻った。しかし、ジキルは唐突に訪問者を拒み始めた。
ヘイスティー・ラニョン博士（ジキル、アターソンの知人）はジキルのある秘密を知り、ショックを受けてひと月足らずのうちに病死した。ラニョンはアターソンに手紙を残したが、ジキルが死ぬか失踪するまで開いてはならないという遺言が添えられていた。
アターソンはエンフィールドとジキルの研究所を通りかかり、窓越しに3人で会話を交わしていたが、ジキルの顔を恐怖の表情が覆い、突然窓を閉めて姿を消す。
ある夜、アターソンをジキルの執事のプールが訪ねた。ジキルが書斎に閉じ篭ったままで、様子がおかしいと説明し、一緒に来てほしいと懇願した。
アターソンとプールはジキルの屋敷へ向った。二人が屋敷に入ると、ホールには怯えた使用人が集まっていた。書斎の中からアターソンの呼び掛けに答える声はジキルではなく、足音も奇妙に軽くジキルとは思えない。プールは書斎にいるのはハイドで博士は殺されたと推測した。二人はジキルの書斎に入ることを決めた。

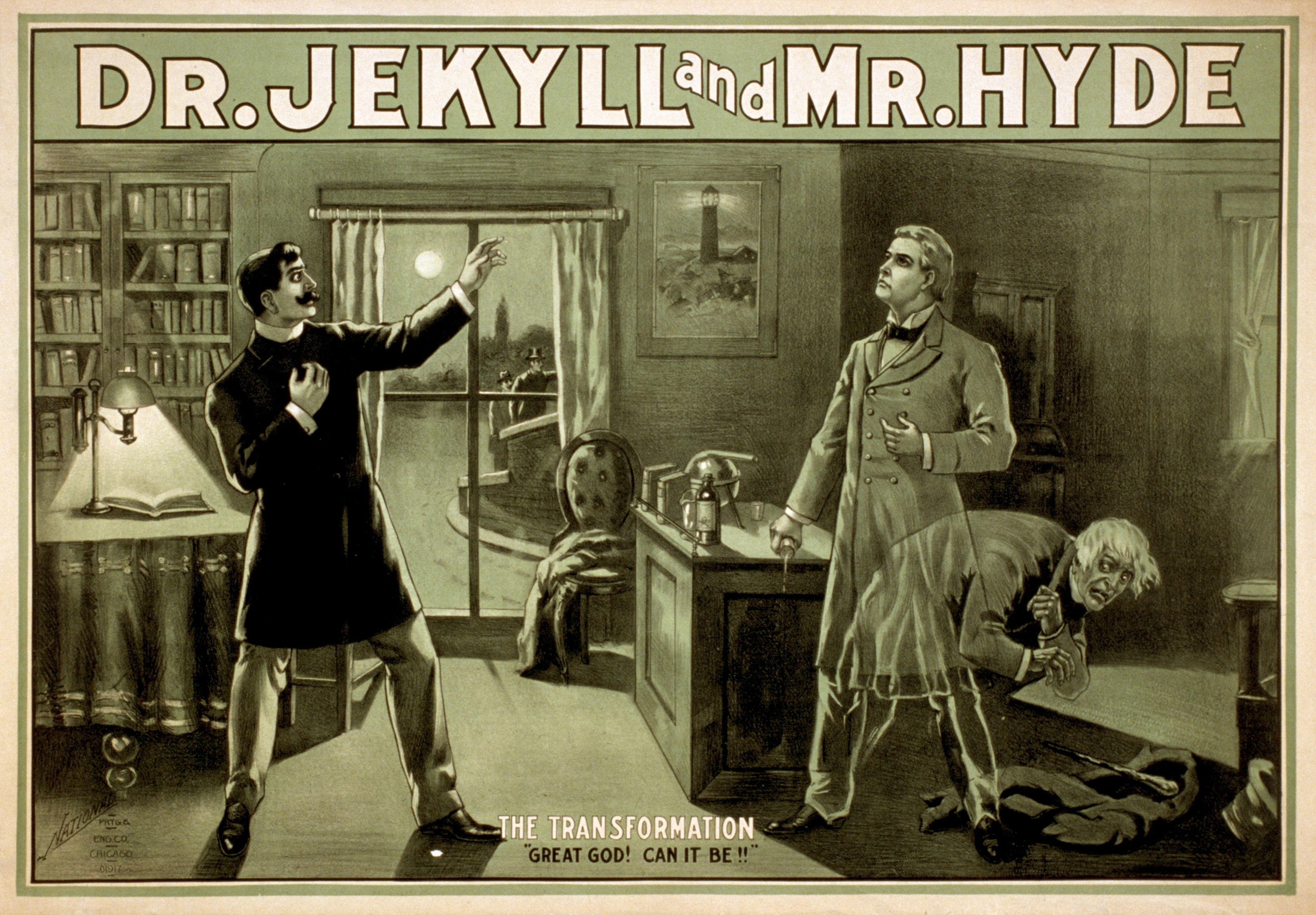
1880年のポスター。ラニョンの前でハイドからジキルへ変身する場面

アターソンに答えた声はハイドのものだった。プールが斧で扉を破壊し二人は書斎に入った。中には自殺したハイドの遺体が横たわっていた。ハイドはジキルのものと思われるサイズの合わない服を着ており、ジキルの遺体は見つからなかった。
事務机の上にアターソン宛ての封筒が残されていた。中には相続人をアターソンとしたジキルの遺言状、アターソンに向けた謝罪と詳細を記したジキルの分厚い手記が入っていた。アターソンはまずラニョンの手紙を読んでからジキルの手記を読み始める。
ラニョンの手紙には、「ジキルの手紙での依頼どおりに
研究所から持ち帰った薬品を自宅に置いていたところ、ハイドが来てその薬品を調合して飲み、ジキルに変身した。そのショックで病気になり、今や寿命が尽きそうだ。」と記されていた。
ジキルの手紙には、「表向きは善良な紳士である私の最悪の欠点は快楽への旺盛な欲望の二面性であり、これをひそかに満たすために、完全な二重生活を生きてきた。その後、科学的実験を重ねて善悪二要素の完全な分離の可能性を追求し、人格から悪の側面のみを切り離して別人格を出現させる薬品を発明。これを用いて私はハイドという別人に変身するようになった。」と記されていた。
ジキルの手紙は続き
最初はジキルを安全な場所に置いたまま、ハイドに変身して道徳から解放された自由を楽しんでいたが、やがて薬を飲まなくても眠っている間にハイドに変身することが多くなった。

恐ろしくなって、変身の習慣を断つ決心をしたものの、ある夜、誘惑に耐えられず、つい薬に手を出した。
カルー卿惨殺はこの時のハイドの仕業で、数か月もの間抑圧されていた「悪」の人格がエネルギーを爆発させてしまったのだ。
戦慄した私はさらに断固たる決意で変身をやめ、暫く慈善事業に精を出すことにした。
それに成功したように思えていたが、1月の晴れた日の公園で、私はこんなにも善行に励んでいる。自分はもはや罪深くないだろうと考えていたところ、突然の吐き気、悪寒、めまいに襲われてハイドに変身した。薬品によらない変化が覚醒時に起こったのは初めてだった。
公園は研究所から遠く、しかもハイドは殺人犯として警察に追われる身と来ては、薬で再びジキルに戻るためには友人のラニョンに頼るほかなかった。ラニョン宅へ行って薬品によりジキルに戻ると、その過程を見守ったラニョンは大きな衝撃を受け、それが命取りになった。
家に戻ったものの、自然発生的な変身の頻度は増し、また元に戻るために必要な薬の量も増える一方で、今や無力感に囚われている。
以前エンフィールド、アターソンとの会話を突然中断し、窓を閉めて姿を消したのも、変身が始まろうとしていたからだった。
やがて薬品の調合のために使用していた特殊な材料の備蓄が不足し、新しく調達した材料で調合したものの、従来の化学変化が現れない。
最初に購入した材料に含まれていた不純物が重要な効果をもっていたものと推測し、それを探し回らせたものの、すべて失敗。
ハイドからジキルに戻る薬品はまさに尽きようとしており、この手記を書き終えた時には永久にハイドになってしまっているだろう。
ハイドが処刑されるか自殺するかは分からないが、それはもはや私とは無縁な人物に関わることで、手記の終わりが私の人生の終わりである。

私は、あの不幸なヘンリー・ジキルの生涯を閉じる
と手記を結ぶ。この一文を以てこの小説は終わる。

## ジキル博士のモデル

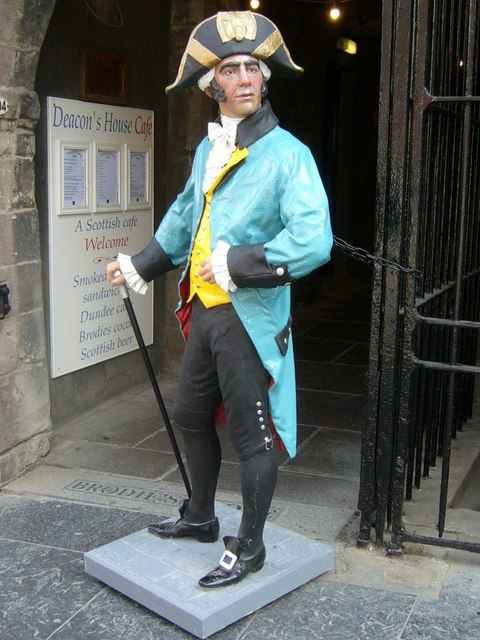
ウィリアム・ブロディーの人形

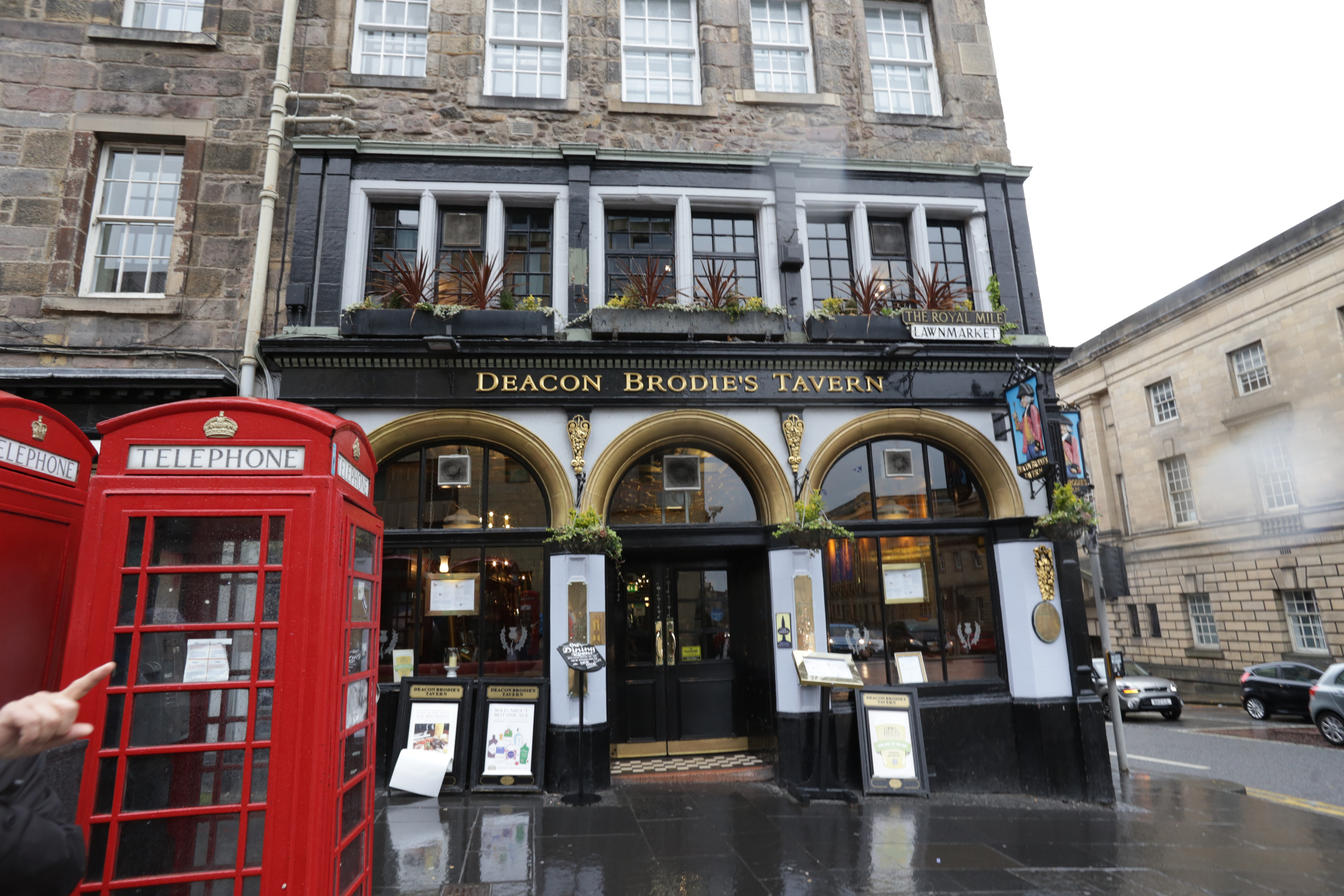
現在のブロディーの邸宅（パブに改装）

18世紀半ばのエジンバラの市議会議員で、石工ギルドの組合長をしていたウィリアム・ブロディー（William Brodie）がジキル博士のモデルとされる。
ウィリアム・ブロディーは昼間は実業家であったが、夜間は盗賊として18年間に数十件の盗みを働き、スコットランド間接税務局本部の襲撃計画が露見して1788年に処刑された人物であり、ロバート・ルイス・スティーヴンソンとウィリアム・ヘンリーは、この事件をもとに戯曲『組合長ブロディー、もしくは二重生活』を書き、『ジキル博士とハイド氏』を書く2年前の1884年にロンドンのプリンス劇場で初演している。
また、同じく18世紀半ばの外科医で解剖学者のジョン・ハンターは、その医者としての高名な昼の顔と、解剖学者（遺体を損壊し死後の復活を妨げるため同時代では嫌悪されていた）や死体調達のための墓荒しをしたとされる裏の顔、また建物が表通りに面した医院と裏通りに面した解剖学教室・死体搬入口という構造がジキル博士の家に類似するモデルとされている。
また、ジキル博士が自作の薬を自分に使用するエピソードは、フランスの医師シャルル＝エドゥアール・ブラウン・セカールが、性的能力を回復する目的でモルモットとイヌの睾丸から抽出した液体を自分に注射した事件がインスピレーションを与えたといわれる。

## 日本語訳
- 『ジーキル博士とハイド氏』 海保眞夫訳、岩波文庫 岩波書店。ISBN 4003224221。旧版は岩田良吉訳
- 『ジキル博士とハイド氏 新訳』 田内志文訳、角川文庫 KADOKAWA(角川書店)。ISBN 4041023254。旧版は大谷利彦訳
- 『ジーキル博士とハイド氏』 村上博基訳、光文社古典新訳文庫 光文社。ISBN 4334751954
- 『ジキル博士とハイド氏』 夏来健次訳、創元推理文庫 東京創元社。ISBN 4488590012
- 『ジキルとハイド』 田口俊樹訳、新潮文庫 新潮社。ISBN 4102003037。旧版は田中西二郎訳

以下は児童向け
- 『ジーキル博士とハイド氏』 海保眞夫訳、岩波少年文庫。ISBN 4001145529
- 『ジキル博士とハイド氏』 加藤まさし訳、青い鳥文庫 講談社。ISBN 4061485024
- 『ジキル博士とハイド氏』 百々佑利子訳、ポケット文庫 ポプラ社。ISBN 4591095363
- 『ジーキル博士とハイド氏』 清水知哉訳、明治図書中学生文庫 明治図書出版。ISBN 4186526060
- 『ジーキル博士とハイド氏』 大佛次郎訳、恒文社(新版)。ISBN 4770409303
- 『宝島・ジーキル博士とハイド氏』 野尻抱影訳、ちくま文庫(新版) 。ISBN 4480024468
- 『ジキル博士とハイド氏』 各務三郎訳、フォア文庫 岩崎書店。ISBN 4265010776

## メディア展開
映画化、テレビドラマ化、ラジオドラマ化、ミュージカル化、ゲーム化などがされている。

### 原典をベースにしている作品
舞台を日本に置き換えた翻案作品や、後日談を含む。詳細はリンク先を参照。
ラジオドラマ
- ジキル博士とハイド氏（1932年）

映画
- 狂へる悪魔（1920年、アメリカ）
- ジキル博士とハイド氏（1920年、アメリカ）
- ジキル博士とハイド氏（1920年、ドイツ(en:The Head of Janus)）
- ジキル博士とハイド氏（1931年、アメリカ） - 主演のフレドリック・マーチがアカデミー主演男優賞を受賞。
- ジキル博士とハイド氏（1941年）
- 怪奇!二つの顔の男（1971年、イギリス(en:I, Monster)）
- ブラック博士とハイド氏（1976年、アメリカ）- ブラックプロイテーション・ホラー映画
- ジキル博士はミス・ハイド（1995年、アメリカ） - コメディ映画
- ジキル&ハイド（1996年、アメリカ）
- リーグ・オブ・レジェンド/時空を超えた戦い（2003年、アメリカ・ドイツ・チェコ・イギリス） - メンバーの一人
- ヴァン・ヘルシング（2004年、アメリカ） - 序盤に登場
- ハイド（2005年、アメリカ）

ビデオ映画
- ジキル博士とハイド嬢（1971年、イギリス）

テレビドラマ
- ジキルとハイド（1973年、日本） - 現代（製作時）の日本に舞台を置き換えている
- ジキル（2007年、イギリス）

舞台
- ジキル&ハイド（1990年、アメリカ）
- 日のあたる方へ 私という名の他者（2013年、日本） - 宝塚歌劇団星組公演
- 酒と涙とジキルとハイド（2014年、日本） - 作・演出：三谷幸喜

ゲーム
- ジーキル博士の彷魔が刻（1988年、日本、ファミリーコンピュータ用アクションゲーム）

コミックス
- リーグ・オブ・エクストラオーディナリー・ジェントルメン（1999年、アメリカン・コミックス） - メンバーの一人

## 関連する作品
本作に直接関係しないものの、二面性に重点をおいたもので「ジキル」、「ハイド」などと明言されており、本作がルーツとなっている。
あべこべ物語（原題：Dr.Jekyll and Mr.Mouse）
『トムとジェリー』の一編。ジェリーが劇薬を飲むと強くなり、トムは弱くなる。
ジキル博士とオヨヨ氏？
『オヨネコぶーにゃん』の一遍。雪山 モンブランが『ジキル博士とハイド氏』に出てくる薬品を作って飲んでみるとドラキュラ伯爵を彷彿させる風貌の悪人になり、彼が暴れまわる光景を見てぶーにゃんが羨ましがって真似すると女々しい善人となった。
タイガーマスク
リング上ではフェアプレーのクリーンファイターだが、リング外では凶器攻撃をするジキル・アンド・ハイドという覆面レスラーが登場する。
タイムボカン
第45話「ジキル博士のナゾだペッチャ」において本作の時代に訪問する。
ドラえもん
ジキルハイドという薬品が登場。弱い人間を強くし、狂暴な人間を温厚にする。
カミキル博士とハイタ氏
『怪物くん (カラーアニメ)』の一遍。歯医者が苦手な人間の青年ハイタ氏が、痛み止めの副作用によってプロレスラーのような体躯の怪人カミキル博士に変身する。
名たんていカゲマン
探偵「ジキール」と悪党「ハイドマン」の二重人格者が登場。
SERVAMP-サーヴァンプ-
天才ピアニスト、リヒト・ジキルランド・轟（リヒト・ジキルランド・とどろき）と、そのサーヴァンプであるハイドが登場。攻撃力の強い相手と戦う際に、攻撃体制のリヒトと防御体制のハイドの位置を一瞬にして入れ替え、倒した。
セルジュ・ゲンジュプールが「ジキルとハイド」という歌を発表している。
Fate/Prototype 蒼銀のフラグメンツ・Fate/Grand Order
バーサーカー及びアサシンのクラスで、サーヴァントとして登場。
俺を好きなのはお前だけかよ
テレビアニメ第3話「俺はお前と会っていた」の作品内で登場。
TOUGH 龍を継ぐ男
片足の代わりに機械の義足（メカ・フット）を着けた格闘家、ヘンリー・ジーキルが登場。同じようにメカ・フットを持つ宮澤尊鷹と戦ったが、尊鷹の放ったハイキックに敗北する。その後、別人格としてハイドも登場。戦いを有利に進めるも、メカ・フットでの蹴りを受け再度敗北した。
ジキールタックとハイドカー!大追跡
『とびだせ!マシーン飛竜』の一遍（第15話）。夜な夜な、悪人ハイドの乗るマシン「ハイドカー」がマシンを襲い、風間力（リッキー）のマシン「マシーン飛竜」も襲われるが、自動車工学者にして慈善家の「ジキール博士」に救出される。ところが後日、ジキールの屋敷にハイドカーがあった事が判明、更に夜、ジキールが専用マシン「ジキールタック」に乗った途端、ジキールはハイド、ジキールタックはハイドカーに変身するところをリッキーたちは目撃、実はジキールが自我を持つマシンを製造したところ、その自我に自分が襲われてハイドになったという事が判明する。